# ماه‌نورد

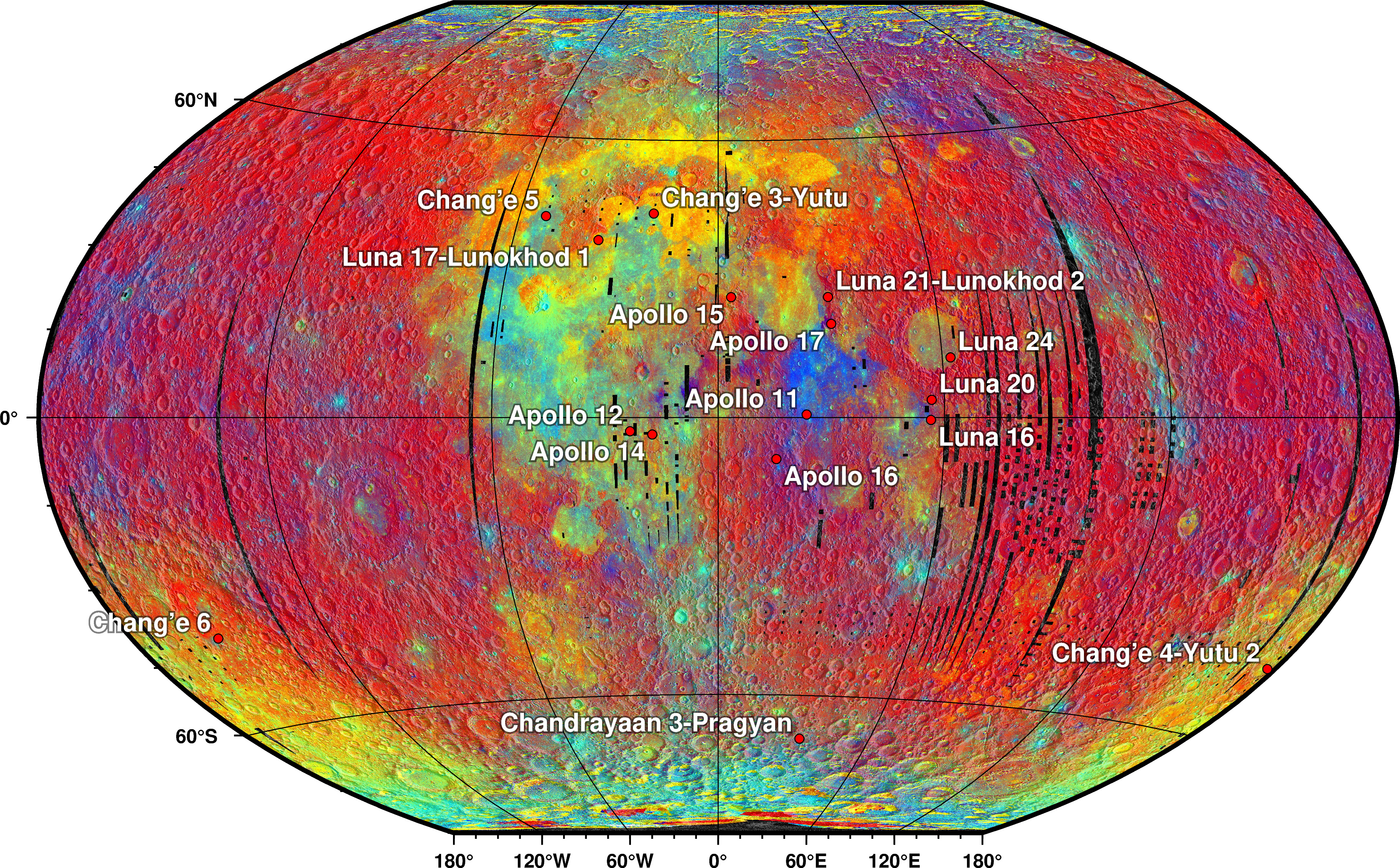
محل فرود ماه‌پیماها در سطح کره ماه

ماه‌نورد (به انگلیسی: Lunar rover) به وسیله کاوشگر یا وسیله نقلیه‌ای گویند که برای حرکت در سطح کره ماه طراحی شده. برخی از ماه‌نوردها برای حمل انسان‌ها به کره ماه طراحی شده‌اند مثل ماه‌پیمای آپولو در حال حاضر (۲۰۱۳) تنها سه کشور چین،ایالات متحده آمریکا و روسیه موفق به ارسال ماه‌پیما شده‌اند